# Las aventuras de Brisco County Jr.
Las aventuras de Brisco County Jr. (título original en inglés: The Adventures of Brisco County, Jr.) es una serie estadounidense producida por Warner Bros. y estrenada en 1993 en el canal de Fox Broadcasting Company. La serie, protagonizada por Bruce Campbell, combina el wéstern, la comedia y ciencia ficción. 
En España fue emitida por el canal La 2 en 1996.

## Sinopsis
En el lejano Oeste, un grupo de magnates contrata al cazarrecompensas Brisco County Jr. para que capture al forajido John Bly (que asesinó a Brisco County Sr.) y a su banda. Contará con la ayuda de Sócrates, abogado y representante de los empresarios, con Lord Bowler, un cazarrecompensas rival y con el profesor Wickwire, un excéntrico científico que inventa artefactos y utilidades del futuro (un cohete, una motocicleta, etc.). Pero sin duda, su principal compañero es su caballo, Comet, al que habla constantemente y con el que se entiende a la perfección.
En su camino se toparán con una extraña esfera de metal descubierta en unas excavaciones del ferrocarril que parece otorgar poderes a quien la toca.

## Reparto
- Bruce Campbell como Brisco County Jr.
- Julius Carry como Lord Bowler.
- Christian Clemenson como Sócrates Poole.
- John Astin como Albert Wickwire.
- Kelly Rutherford como Dixie Cousins.

## Recepción
Si bien tuvo una buena recepción inicial por parte de crítica y público, su audiencia fue decayendo progresivamente, lo que llevó a su cancelación al terminar su primera y única temporada, dejando la serie con únicamente 27 episodios.
A pesar de ello, las críticas no dejaron de elogiar la serie y achacaron el fracaso a que la mezcla de western y ciencia ficción era demasiado novedosa para el público televisivo medio estadounidense. También señalaron como causante del descenso de las audiencias a que la Fox emitía la serie justo antes de Expediente X, que la eclipsaba.
La música del programa fue compuesta por Randy Edelman; la tema de la apertura ha sido usando por NBC para la cobertura de los Juegos Olímpicos desde 1996.

## Rigurosidad histórica
Una de las características de la serie es la introducción de elementos adelantados a su época, principalmente a través de las invenciones del profesor Wickwire (y las de otros científicos no identificados).
Igualmente, el propio Brisco County Jr. habla constantemente en la serie de cómo imagina el futuro, que resultan predicciones exactas para el espectador y participando en falsos hitos históricos, como el primer autostop.